# PLOS Pathogens
PLOS Pathogens — научный журнал, выходящий на английском языке в США и охватывающий проблемы микробиологии и эпидемиологии. Начал издаваться с июля 2005 года. Пятый журнал «Публичной научной библиотеки» (Public Library of Science, PLoS) — некоммерческой организации, распространяющей научные знания на условиях открытого доступа.
Всё содержание «PLOS Pathogens» публикуется на условиях лицензии Creative Commons «by-attribution». Для осуществления финансирования бизнес-модель журнала требует, в большинстве случаев, оплату авторами публикаций (~$2250).
Импакт-фактор (2012) = 8.136.